# (500076) 2011 WO70
(500076) 2011 WO70 es un asteroide perteneciente al cinturón de asteroides, descubierto el 26 de octubre de 2011 por el equipo del Pan-STARRS desde el Observatorio de Haleakala, Hawái, Estados Unidos.

## Designación y nombre
Designado provisionalmente como 2011 WO70.

## Características orbitales
2011 WO70 está situado a una distancia media del Sol de 2,218 ua, pudiendo alejarse hasta 2,377 ua y acercarse hasta 2,059 ua. Su excentricidad es 0,071 y la inclinación orbital 6,417 grados. Emplea 1206,64 días en completar una órbita alrededor del Sol.

## Características físicas
La magnitud absoluta de 2011 WO70 es 17,5.